# Натуральна орбіталь
Натуральна орбіталь — орбіталь, визначена як власна функція безспінової одночастинкової матриці електронної густини. Для хвильової функції конфігураційної взаємодії, утвореної з орбіталей φ, функція електронної густини, ρ, має форму:
ρ. = ΣΣ aij φi* φj,
де aij — набір чисел, що утворюють матрицю густини.
Натуральні орбіталі перетворюють матрицю густини ρ в діагональну форму:
ρ = Σbk φk* φk,
де коефіцієнти bk є числами зайнятості кожної орбіталі.
Використання таких орбіталей істотно підвищує ефективність квантово-хімічних розрахунків.